# Kanats del Caucas

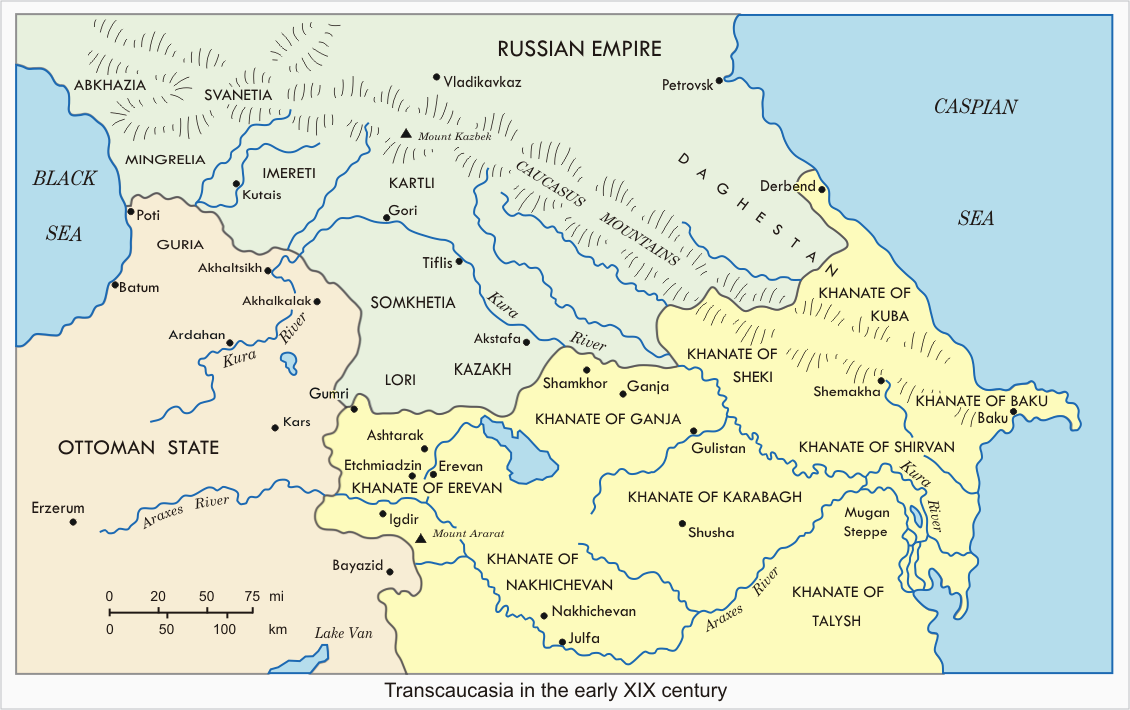
El Caucas a principis del després de l'annexió de Georgia per Rússia, segles XVIII-XIX.

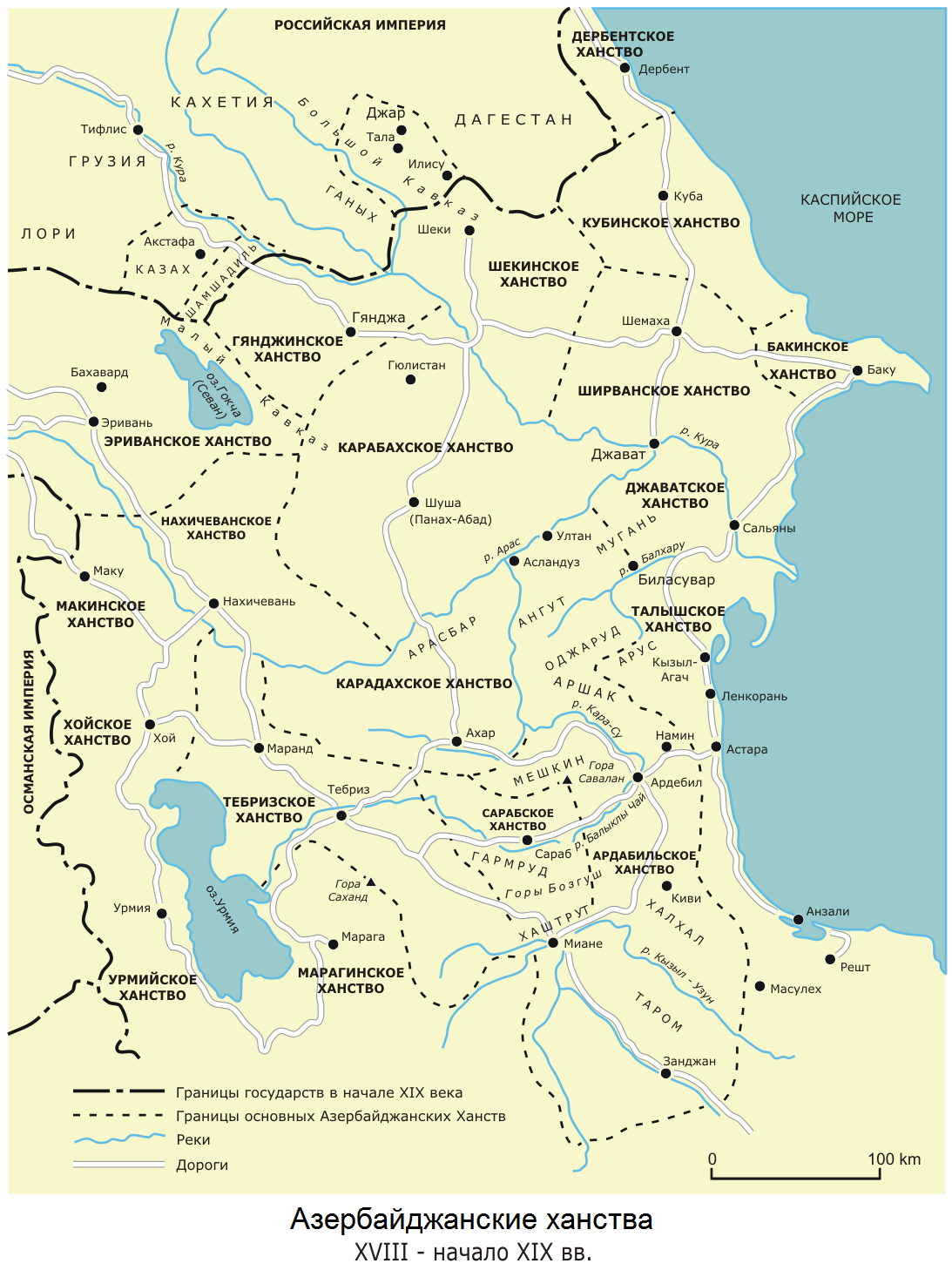
Kanats de l'Azerbaidjan al Caucas i a l'Azerbaidjan iranià, segles XVIII-XIX.

Mapa del kanats del Caucas i les dates de la seva conquesta després de les Guerres russo-perses.

El kanats del Caucas, o kanats de l'Azerbaidjan foren diversos principats que es va establir durant el govern de Pèrsia, dinastia safàvida, en els seus territoris al Caucas, (Azerbaidjan modern, Armènia, Georgia i Dagestan) durant la dinastia safàvida i fins a la dinastia Qajar. Els kanats foren majoritàriament governats per kans d'origen turcman (àzeri) i eren vassalls del xa iranià. Pèrsia va perdre de manera permanent una part d'aquests kanats enfront de Rússia arran de les Guerres russo-perses en el curs del segle xix, mentre els altres van ser absorbits a Pèrsia.
El kanats absorbits per l'Imperi Rus foren:
- Costa de la mar Càspia del nord al sud:
  - Xamkhalat de Tarki (1813 protectorat de Rússia, 1867 abolit)
  - Kanat de Derbent (1806 ocupat i annexionat a Rússia, l'any mateix abolit)
  - Kanat de Mekhtuli[8]
  - Principat de Kaytak (també anomenat Utsmiat de Karakaytak) ?[9]
  - Principat de Tabarsaran (també anomenat Maisumat de Tabasaran)
  - Kanat de Quba (1805 protectorat de Rússia, 1816 abolit)
  - Kanat de Baku (1806 ocupat i annexionat a Rússia)
  - Sultanat de Salyan (a mig camí entre Baku i Lenkoran; kanat de 1729 a 1740 i 1748-1757; sultanat de 1748 a 1782, de Quba 1740-1748 i 1782-1799, a Xirvan el 1799)
  - Kanat Talysh, també anomenat Kanat de Lenkoran o Lankaran (1802 protectorat de Rússia, 1826 abolit)
  - Kanat de Javad, probablement absorbit per Shirvan abans del 1800
- Interior del Dagestan:
  - Xamkhalat de Gazikumukh o Xamkhalat del Dagestan que es va dividir amb els següents estats més petits el 1642[10]
    - Kanat de Gazikumukh (Influència russa el 1811, abolit 1860)
    - Kanat Àvar (1803 protectorat de Rússia, 1864 abolit)
- Muntanyes del sud, de l'oest a est:
  - Kanat d'Erevan (1827 ocupat per Rússia i el 1828 annexionat)
  - Kanat de Nakhitxevan (1827 ocupat per Rússia i 1828 annexionat)
  - Kanat de Gandja (1804 ocupat i annexionat a Rússia)
  - Kanat de Karabagh (1805 protectorat de Rússia, 1822 abolit)
  - Sultanat d'Elisu (1806 protectorat de Rússia, 1844 abolit)
  - Kanat de Xaki (1805 protectorat de Rússia, 1819 abolit)
  - Kanat de Xirvan (1805 protectorat de Rússia, 1820 abolit)
- També:
  - Sultanat de Shuragel a l'encreuament de Georgia, Turquia i Pèrsia
  - Sultanat de Shamshadil, Sultanat de Kazak (Gazak) i sultanat de Borchali, al nord del Llac Sevan i a l'oest de Gandja, sembla que eren subdivisions de Georgia[11]
- A part algunes parts remotes de Dagestan va ser governat per federacions de comunitats rurals independents abans de la conquesta russa de l'àrea:[12]
  - Federació d'Akhty
  - Federació d'Akusha-Dargo
  - Federació d'Andalal
  - Jar-Balakan (Djaro-Belokan) i ara dins Azerbaidjan
  - Koysubu o Hindal, al voltant de Gimry
  - Federació Rutul

Des de temps antics fins a l'arribada dels russos la majoria de les àrees abans esmentades eren part del món iranià, i estaven sota control dels perses (Transcaucasia i parts de Dagestan). Pel kanats que van quedar perses després de les conquestes russes a Pèrsia en el segle xix, vegeu Kanats de l'Azerbaidjan iranià.